# Archaeoses
Archaeoses is een geslacht van vlinders van de familie van de Houtboorders (Cossidae). De wetenschappelijke naam en de beschrijving van dit geslacht zijn voor het eerst gepubliceerd in 1932 door Alfred Jefferis Turner.
De soorten van dit geslacht komen voor in Australië.

## Soorten
- Archaeoses magicosema (Meyrick, 1936)
- Archaeoses pentasema (Lower, 1915)
- Archaeoses polygrapha (Lower, 1893)